# همفري سليد
همفري سليد هو محامي وسياسي كيني، ولد في 4 مايو 1905 في لندن في المملكة المتحدة، وتوفي في 10 أغسطس 1983 في نيروبي في كينيا. انتخب عضو المجلس التشريعي لكينيا ‏.